# Politica dell'Iran

Schema dei poteri e delle elezioni e nomine nel sistema politico iraniano.

L'Iran è una repubblica islamica di stampo presidenziale dal punto di vista tecnico e tendenzialmente socialista a livello ideologico.

## Descrizione
La particolarità del sistema politico iraniano consiste nell'avere degli appositi organi di potere dedicati al clero. I principali organi clericali sono il Consiglio dei Guardiani della Costituzione, non elettivo, e la Guida suprema.
Il popolo elegge sia il parlamento iraniano (il Majles, di 290 seggi), sia il presidente che l'Assemblea degli Esperti in apposite elezioni nazionali, ma i candidati vengono vagliati e spesso scremati dal Consiglio dei Guardiani.
La Costituzione dell'Iran è stata redatta nel 1979, subito dopo la rivoluzione, ed emendata nel 1989, trasformando la repubblica ancor di più in senso presidenziale.
Le più alte cariche dello stato sono:
| Ufficio                                  | Nome                         | Immagine | Durata mandato       |
| ---------------------------------------- | ---------------------------- | -------- | -------------------- |
| Guida suprema dell'Iran                  | Ali Khamenei                 |          | 35 anni e 282 giorni |
| Presidente dell'Iran                     | Masoud Pezeshkian            |          | 0 anni e 228 giorni  |
| Presidente del parlamento iraniano       | Mohammad Bagher Ghalibaf     |          | 4 anni e 289 giorni  |
| Presidente della Corte Suprema dell'Iran | Gholam-Hossein Mohseni-Eje'i |          | 3 anni e 255 giorni  |

Le principali fazioni storicamente sono i Principalisti e i Riformisti, presentatisi alle volte alle elezioni sotto numerosi e variegati partiti e insegne.